# Harpalus disimuciulus
Harpalus disimuciulus is een keversoort uit de familie van de loopkevers (Carabidae). De wetenschappelijke naam van de soort is voor het eerst geldig gepubliceerd in 1996 door Huang; Lei; Yan & Hu.